# Saint-Germain-de-Clairefeuille
Saint-Germain-de-Clairefeuille és un municipi francès situat al departament de l'Orne i a la regió de Normandia. L'any 2007 tenia 162 habitants.

## Demografia

### Població
El 2007 la població de fet de Saint-Germain-de-Clairefeuille era de 162 persones. Hi havia 64 famílies de les quals 24 eren unipersonals (20 homes vivint sols i 4 dones vivint soles), 12 parelles sense fills, 20 parelles amb fills i 8 famílies monoparentals amb fills.
La població ha evolucionat segons el següent gràfic:
Habitants censats

### Habitatges
El 2007 hi havia 92 habitatges, 67 eren l'habitatge principal de la família, 16 eren segones residències i 9 estaven desocupats. 91 eren cases i 1 era un apartament. Dels 67 habitatges principals, 55 estaven ocupats pels seus propietaris, 10 estaven llogats i ocupats pels llogaters i 2 estaven cedits a títol gratuït; 2 tenien una cambra, 1 en tenia dues, 15 en tenien tres, 17 en tenien quatre i 32 en tenien cinc o més. 45 habitatges disposaven pel capbaix d'una plaça de pàrquing. A 33 habitatges hi havia un automòbil i a 30 n'hi havia dos o més.

### Piràmide de població
La piràmide de població per edats i sexe el 2009 era:
| Homes | Edats   | Dones |
| ----- | ------- | ----- |
| 0     | 95 o +  | 0     |
| 0     | 90 a 94 | 0     |
| 0     | 85 a 89 | 0     |
| 0     | 80 a 84 | 0     |
| 4     | 75 a 79 | 16    |
| 0     | 70 a 74 | 0     |
| 4     | 65 a 69 | 4     |
| 8     | 60 a 64 | 4     |
| 0     | 55 a 59 | 4     |
| 8     | 50 a 54 | 8     |
| 12    | 45 a 49 | 4     |
| 4     | 40 a 44 | 0     |
| 8     | 35 a 39 | 0     |
| 4     | 30 a 34 | 4     |
| 4     | 25 a 29 | 8     |
| 4     | 20 a 24 | 0     |
| 8     | 15 a 19 | 8     |
| 0     | 10 a 14 | 0     |
| 0     | 5 a 9   | 8     |
| 4     | 0 a 4   | 8     |

## Economia
El 2007 la població en edat de treballar era de 97 persones, 74 eren actives i 23 eren inactives. De les 74 persones actives 67 estaven ocupades (39 homes i 28 dones) i 7 estaven aturades (4 homes i 3 dones). De les 23 persones inactives 12 estaven jubilades, 6 estaven estudiant i 5 estaven classificades com a «altres inactius».

### Ingressos
El 2009 a Saint-Germain-de-Clairefeuille hi havia 66 unitats fiscals que integraven 161 persones, la mediana anual d'ingressos fiscals per persona era de 14.440 €.

### Activitats econòmiques
Dels 5 establiments que hi havia el 2007, 1 era d'una empresa de fabricació de material elèctric, 1 d'una empresa de construcció, 1 d'una empresa de comerç i reparació d'automòbils, 1 d'una empresa de transport i 1 d'una empresa de serveis.
L'any 2000 a Saint-Germain-de-Clairefeuille hi havia 14 explotacions agrícoles que ocupaven un total de 786 hectàrees.

## Poblacions més properes
El següent diagrama mostra les poblacions més properes.